# 战争和人
《战争和人》，是中国作家王火创作的长篇小说，曾获第四届茅盾文学奖。全书以《月落乌啼霜满天》《山在虚无缥缈间》《枫叶荻花秋瑟瑟》三部单行本形式先后在一九八七年、一九八九年、一九九二年分别出版。小说规模宏大，从国民党内部官员童霜威和其子童家霆的视角，揭示出西安事变至第二次国共内战前中国时局之变。

## 电视剧
由《战争和人》改编的电视剧《沧海横流》（又名《潇湘路一号》），由导演黄克敏执导，演员赵文瑄、邓瑛、袁姗姗等联合主演。该剧已于2014年4月6日在海峡卫视播出。